# Karel Pešek (calciatore)
Karel Pešek, noto anche come Karel Káďa o come Karel Pešek-Káďa (Olomouc, 20 settembre 1895 – Praga, 30 settembre 1970), è stato un calciatore e hockeista su ghiaccio cecoslovacco, di ruolo centrocampista.

## Carriera
Fece parte della Nazionale cecoslovacca di calcio alle Olimpiadi del 1920 e del 1924 e di quella di hockey su ghiaccio alle Olimpiadi del 1920.

## Palmarès

### Calcio

#### Club

##### Competizioni nazionali
- Campionato cecoslovacco: 5

Sparta Praga: 1919, 1922, 1925-1926, 1926-1927, 1931-1932

##### Competizioni internazionali
- Coppa dell'Europa Centrale: 1

AC Sparta Praha: 1927